# Aleksandr Golovin (fotbollsspelare)
Aleksandr Sergejevitj Golovin (ryska: Александр Сергеевич Головин), född 30 maj 1996 i Kaltan, är en rysk fotbollsspelare som spelar för AS Monaco och Rysslands landslag. Golovin ses i första hand som en offensiv mittfältare men kan även spela som yttermittfältare.

## Karriär

### Unga år
Golovin föddes i Kaltan i södra Sibirien. När Golovin var sex år gammal började han spela fotboll i den lokala fotbollsskolan, innan han gick vidare till FC Novokuznetsks skola (som då hette Metallurg-Zapsib) och den olympiska reservskolan i Leninsk-Kuznetsky. Efter att ha spelat för Metallurg blev han inbjuden att spela för det sibiriska lagets trupp. Det var under denna tid som Golovin lockade scouternas uppmärksamhet och blev inbjuden att spela för CSKA Moskva.

### CSKA Moskva
Golovin debuterade för CSKA Moskva den 24 september 2014 mot FC Khimik Dzerzhinsk i ryska cupen då han spelade 88 minuter innan han byttes ut i förmån för Gaël Ondoua.
Golovin gjorde sin ligadebut för CSKA Moskva den 14 mars 2015 i en match mot Mordovia Saransk då han kom in som avbytare i den 72:a minuten av matchen. Han gjorde sin UEFA Champions League-debut mot Sparta Prag den 5 augusti 2015 då han ersatte Alan Dzagojev. Han gjorde sitt första mål för CSKA den 9 april 2016 mot Mordovia Saransk.

### AS Monaco
Den 27 juli 2018 värvades Golovin av Monaco, där han skrev på ett femårskontrakt. Han tävlingsdebuterade för klubben i en hemmamatch i Ligue 1 mot Nîmes den 21 september 2018 då han kom in som avbytare i 72:a minuten. Han gjorde sitt första mål för klubben den 29 januari 2019 i semifinalen av Coupe de la Ligue. Fyra dagar senare gjorde han sitt första ligamål i en vinstmatch mot Toulouse.

## Landslagskarriär
Golovin debuterade för det ryska U17-landslaget under 2013 och var med i truppen då laget tog guld i U17-EM 2013. Han deltog senare under året i U17-VM 2013 där Ryssland åkte ut i åttondelsfinalen. Han deltog även i U19-EM 2015. Han gjorde sin debut för det ryska a-landslaget i juni 2015 i en vänskapsmatch mot Belarus där han även gjorde sitt första landslagsmål. Han blev uttagen i Rysslands trupp till Fotbolls-VM 2018 på hemmaplan där han gjorde ett mål på frispark i öppningsmatchen mot Saudiarabien den 14 juni. Han blev även uttagen i truppen för Fotbolls-EM 2020 i maj 2021 och spelade lagets samtliga tre gruppspelsmatcher i turneringen.